# Armando Zeferino Soares
Armando Zeferino Soares (Praia Branca, 1920 — 3 de Abril de 2007) foi um compositor cabo-verdiano, autor da música Sodade. Armando Soares foi um comerciante em Praia Branca, na ilha de São Nicolau. 
Após várias disputas sobre a autoria de Sodade, entre outros com Amândio Cabral e Luís Morais, finalmente em Dezembro de 2006 o tribunal reconheceu Armando Soares como verdadeiro autor da famosa música. Armando Soares contou ao jornal A Semana que fez a música nos anos 50 do século XX na despedida de um grupo de amigos que ia embarcar para São Tomé e Príncipe, o que era habitual naquela época.
A música Sodade tornou-se emblemática de Cabo Verde e da sua cultura, após a interpretação de Cesária Évora mas também de muitos outros cantores cabo-verdianos e estrangeiros. Sodade tornou-se um verdadeiro hino não-oficial das ilhas da saudade.
Sodade descreve com grande simplicidade o dilema de ter que partir e querer ficar, que sofriam os emigrantes cabo-verdianos em geral e, em particular, os contratados semi-escravos para as roças de cacau e café de São Tomé e Príncipe.

“Quem te indicou
Esse caminho longínquo?
Esse caminho
Para São Tomé
Saudade
Da minha terra de São Nicolau
Se me escreveres
Eu te escreverei
Se me esqueceres
Eu te esquecerei
Até ao dia
Que tu voltares”

— Armando Zeferino Soares, Sodade (tradução)

“Quem mostra' bo
Ess caminho longe?
Ess caminho
Pa Sã Tomé
Sodade
Dess nha terra d’Sã Nicolau
Si bô 'screvê' me
'M ta 'screvê be
Si bô 'squecê me
'M ta 'squecê be
Até dia
Qui bô voltá”

— Armando Zeferino Soares, Sodade (excerto)